# Euxoa rigida
Euxoa rigida är en fjärilsart som beskrevs av Smith 1891. Euxoa rigida ingår i släktet Euxoa och familjen nattflyn. Inga underarter finns listade i Catalogue of Life.